# Северн (Мэриленд)
Се́верн (англ. Severn, Maryland) — статистически обособленная местность, расположенная в округе Анн-Арандел (штат Мэриленд, США) с населением в 35076 человек по статистическим данным переписи 2000 года.

## География
По данным Бюро переписи населения США статистически обособленная местность Северн имеет общую площадь в 36,2 квадратных километра.
Статистически обособленная местность Северн расположена на высоте 49 метров над уровнем моря.

## Демография
По данным переписи населения 2000 года в Северне проживало 35076 человек, 9506 семей, насчитывалось 12003 домашних хозяйства и 12362 жилых дома. Средняя плотность населения составляла около 969,6 человека на один квадратный километр. Расовый состав Северна по данным переписи распределился следующим образом: 56,25 % белых, 34,56 % — чёрных или афроамериканцев, 0,42 % — коренных американцев, 4,29 % — азиатов, 3,02 % — представителей смешанных рас, 1,36 % — других народностей. Испаноговорящие составили 3,96 % от всех жителей статистически обособленной местности.
Из 12003 домашних хозяйств в 43,4 % — воспитывали детей в возрасте до 18 лет, 59,8 % представляли собой совместно проживающие супружеские пары, в 14,7 % семей женщины проживали без мужей, 20,8 % не имели семей. 15,3 % от общего числа семей на момент переписи жили самостоятельно, при этом 2,5 % составили одинокие пожилые люди в возрасте 65 лет и старше. Средний размер домашнего хозяйства составил 2,91 человека, а средний размер семьи — 3,24 человека.
Население статистически обособленной местности по возрастному диапазону по данным переписи 2000 года распределилось следующим образом: 30,3 % — жители младше 18 лет, 7,8 % — между 18 и 24 годами, 35,7 % — от 25 до 44 лет, 21,1 % — от 45 до 64 лет и 5,2 % — в возрасте 65 лет и старше. Средний возраст жителей составил 33 года. На каждые 100 женщин в Северне приходилось 94,7 мужчины, при этом на каждые сто женщин 18 лет и старше приходилось 91,9 мужчин также старше 18 лет.
Средний доход на одно домашнее хозяйство в статистически обособленной местности составил 66 204 доллара США, а средний доход на одну семью — 68 424 доллара. При этом мужчины имели средний доход в 42 933 долларов США в год против 31 751 долларов среднегодового дохода у женщин. Доход на душу населения в статистически обособленной местности составил 24 640 долларов в год. 5,4 % от всего числа семей в округе и 6,5 % от всей численности населения находилось на момент переписи населения за чертой бедности, при этом 10,7 % из них были моложе 18 лет и 7,1 % — в возрасте 65 лет и старше.

## Известные уроженцы и жители
- Эрин О'Доннелл (род.1971) — американская певица.